# Philco (ciclismo)
La Philco era una squadra maschile italiana di ciclismo su strada attiva tra i professionisti dal 1960 al 1962. Il suo sponsor principale è l'omonima azienda di elettrodomestici fondata negli Stati Uniti. La squadra è stata fondata nel 1960 dall'ex ciclista Fiorenzo Magni.
Il primo anno la squadra ottenne numerosi successi, il belga Emile Daems vinse 2 tappe al Giro d'Italia, il Giro di Lombardia, il Giro dell'Appennino ed il Nationale Sluitingsprijs, Alfredo Sabbadin vinse il Giro del Piemonte ed il Gran Premio Industria e Commercio di Prato e Guido Carlesi vinse il Giro della Provincia di Reggio Calabria.
L'anno successivo Daems vinse il Giro di Sardegna, il Grand Prix du Brabant Wallon e il Giro del Ticino, Silvano Ciampi vinse la 14° tappa del Giro d'Italia e due tappe del Gran Premio Ciclomotoristico; Arturo Sabbadin vinse il campionato italiano e la Coppa Bernocchi e Rolf Graf vinse due tappe del Giro di Svizzera.
Nel 1962 Emile Daems vinse la Milano Sanremo, tre tappe del Tour de France ed il Giro del Ticino. Ci furono due vittorie di tappa alla Parigi-Nizza, una di Daems e una di Guido Carlesi, tre vittorie di tappa al Giro d'Italia, due di Carlesi ed una di Vittorio Adorni. Carlesi vince anche la Sassari-Cagliari ed il Giro di Toscana, infine Silvano Ciampi vinse il Giro di Campania.
Al termine della stagione 1962 la squadra si sciolse.

## Cronistoria

### Annuario
| Anno | Codice | Nome   | Cat. | Biciclette | Dirigenza                                                 |
| ---- | ------ | ------ | ---- | ---------- | --------------------------------------------------------- |
| 1960 | -      | Philco | Pro  | Magni      | Dir. sportivi: Fiorenzo Magni, Giorgio Albani             |
| 1961 | -      | Philco | Pro  | Magni      | Dir. sportivi: Fiorenzo Magni, Luigi Sardi                |
| 1962 | -      | Philco | Pro  | Magni      | Dir. sportivi: Fiorenzo Magni, Jean Vergucht, Luigi Sardi |

## Palmarès

### Grandi Giri
- Giro d'Italia

Partecipazioni: 3 (1960, 1961, 1962)
Vittorie di tappa: 6
1960: 2 (2 Emile Daems)
1961: 1 (Silvano Ciampi)
1962: 3 (2 Guido Carlesi, Vittorio Adorni)
- Tour de France

Partecipazioni: 1 (1962)
Vittorie di tappa: 3
1962: 3 (3 Emile Daems)
- Vuelta a España

Partecipazioni: 0

### Classiche Monumento
- Milano-Sanremo: 1

1962 (Emile Daems)
- Giro di Lombardia: 1

1960 (Emile Daems)

### Campionati nazionali
- Campionati italiani: 1

In linea: 1961 (Arturo Sabbadin)